# Lalu Prasad Yadav

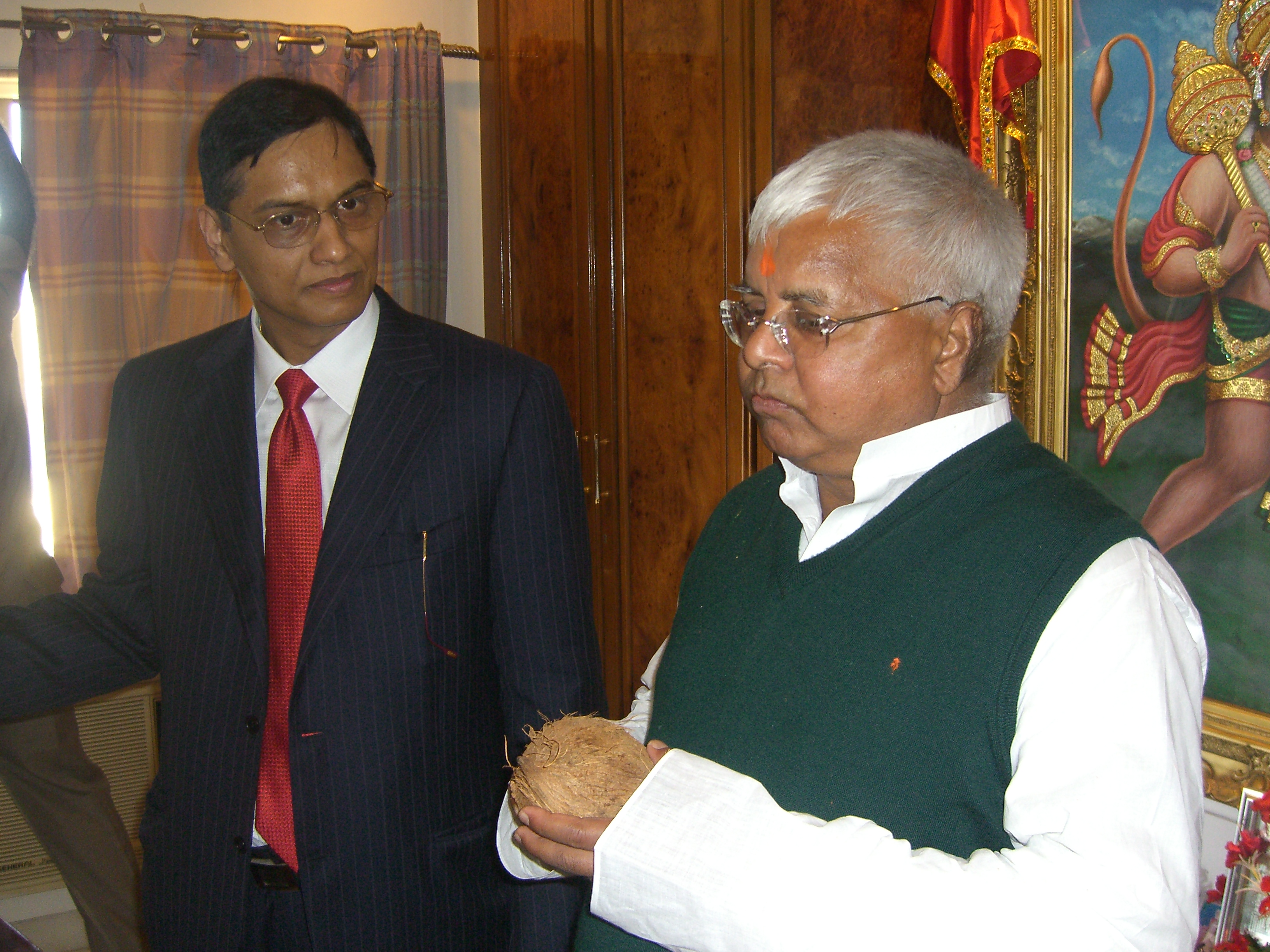
Lalu Prasad Yadav (rechts) im Jahr 2007

Lalu Prasad Yadav (Hindi: लालू प्रसाद यादव, * 11. Juni 1947 in Gopalganj, Bihar) ist  ein indischer Politiker. Von 2004 bis 2009 war er Eisenbahnminister im ersten Kabinett von Manmohan Singh. Yadav ist eine der umstrittensten und schillerndsten Persönlichkeiten in der Parteienlandschaft Indiens.

## Werdegang und politische Aktivitäten
Yadav wurde in Bihar als Sohn von armen Hindu-Bauern als zweites von sechs Kindern geboren. Er studierte an der Patna University, wo er den Grad eines Bachelor of Laws eines Master in Political Science erwarb. 1973 heiratete er Rabri Devi, mit der er zwei Söhne und sieben Töchter hat. Während seiner Studienzeit in Patna wurde er politisch aktiv, zunächst als Präsident der Patna University Students' Union (PUSU), die der Bewegung um Jayaprakash Narayan („Bihar Movement“) assoziiert war.  Die Bewegung richtete sich gegen Preissteigerungen, gegen Politikerkorruption und Arbeitslosigkeit und zielte vor allem gegen die regierende Kongresspartei unter Premierministerin Indira Gandhi. 1977 wurde er als Abgeordneter für die Janata Party in das gesamtindische Parlament, die Lok Sabha gewählt, verlor sein Mandat aber bei der Wahl 1980. 1980 bis 1989 war er Abgeordneter des Parlaments von Bihar. 1989 gewann er wieder ein Parlamentsmandat bei der Wahl zur Lok Sabha 1989 als Kandidat der Janata Dal. Zu dieser Zeit gewann Yadav zunehmend an politischem Einfluss in Bihar auf Kosten der zuvor dominierenden Kongresspartei. Seine Anhängerschaft rekrutierte sich vor allem aus den unteren Kasten und aus Moslems.

## Chief Minister in Bihar
Yadav war zweimal Chief Minister von Bihar, zum ersten vom 10. März 1990 bis zum 3. April 1995 und zum zweiten vom 4. April 1995 bis zum 25. Juli 1997. Im Jahr 1997 musste er aufgrund einer umfangreichen Korruptionsaffäre, die als Fodder Scam (englisch „Futter-Schwindel“) bekannt wurde, zurücktreten. 1996 waren durch die Polizei in Bihar Machenschaften aufgedeckt worden, die sich zu einem umfangreichen Korruptionsskandal ausweiteten, in den mutmaßlich zahlreiche hohe Politiker und ein Netzwerk von dubiosen Geschäftsleuten involviert waren. Bei der Affäre ging es um die Veruntreuung von insgesamt 267 Millionen US-Dollar (entspricht ungefähr 320 Millionen Dollar nach Kaufkraft 2014). Die Gelder hätten in Bihar, das zu den ärmsten Staaten Indiens zählt, im Wesentlichen für Viehfutter u. Ä. ausgegeben werden sollen, was jedoch nicht passiert war. Stattdessen waren sie in dunklen Kanälen versickert. Yadav geriet dadurch unter Druck seitens der Opposition, die seinen Rücktritt forderte, aber auch seiner eigenen Partei, der Janata Dal. Daraufhin sammelte er seine Anhänger und gründete mit ihnen 1997 eine neue Partei, Rashtriya Janata Dal (RJD). Mit dieser politischen Unterstützung schaffte er es, seine Ehefrau Rabri Devi, obwohl diese weitgehende Analphabetin war und über keinerlei politische Erfahrung verfügte, zur Chief Ministerin von Bihar wählen zu lassen. Seine Gegner warfen ihm deswegen vor, trotz seines Rücktrittes weiterhin in Bihar gewissermaßen über remote control die politischen Fäden zu ziehen, was von ihm und seiner Frau bestritten wurde.

## Eisenbahnminister
Bei der Wahl 2004 gewann die RJD, die ein Wahlbündnis mit der Kongresspartei eingegangen war, 21 Parlamentssitze in Bihar und Yadav wurde in der anschließend unter der Führung der Kongresspartei gebildeten Koalitionsregierung Eisenbahnminister. Während seiner vierjährigen Amtszeit schaffte er es, den defizitären Staatsbetrieb in ein profitables Unternehmen zu verwandeln. Allerdings wurde Yadav auch hier der Korruption beschuldigt. Im Railway hotel scam (oder Railway tender scam) wurde er beschuldigt, im Gegenzug für die Vergabe eines lukrativen Auftrags für den Betrieb von Hotels in Ranchi und Puri an die Firma Sujata Hotels ein wertvolles Grundstück in Patna für seine Familie erhalten zu haben.

## Verurteilung
Nach langjährigen Prozessen wurde Yadav im Jahr 2013 durch ein indisches Gericht wegen des Fodder scam zu einer Geldstrafe von 2,5 Millionen Rupien (ungefähr 30.000 Euro) und zu einer Haftstrafe von fünf Jahren verurteilt. Er war einer von 45 hohen Staatsbeamten und Politikern, die verurteilt wurden. Nur 2 ½ Monate nach der Verurteilung wurde er allerdings im Dezember 2013 gegen Kaution wieder aus dem Gefängnis entlassen.
Wegen seiner Verwicklung in Korruptionsskandale ist Yadav in der indischen Öffentlichkeit stark umstritten. Trotz der Skandale genießt er weiterhin eine erhebliche Popularität insbesondere unter den niederen Kasten in Bihar.